# Carlos Simon
Carlos Eugênio Simon (Río Grande del Sur, 3 de septiembre de 1965) es un árbitro ex FIFA de fútbol de Brasil. También es periodista. Es árbitro desde 1998 y fue designado para dirigir partidos del Mundial 2002, 2006 y 2010. Desde 2012, es el comentarista de arbitraje de los partidos transmitidos por Fox Sports Brasil y de ESPN Brasil.

## Carrera
Periodista egresado de la PUC-RS con estudios de posgrado en Ciencias del Deporte (especialidad en fútbol). También es primo hermano del tenista profesional tenis Marcos Daniel. En 2004 publicó el libro "Na Diagonal do Campo", Editora Unisinos, sobre las reglas del juego de fútbol y la rutina de un árbitro.
Árbitro de la CBF en 1993 y de la FIFA en 1997, participó en los Juegos Olímpicos de Sídney 2000, Clasificación para la Copa Mundial de Fútbol, 2002, 2006 y 2010; y Copa Libertadores de América de 2000 a 2010.
Arbitró las finales del Campeonato Brasileño de Fútbol de 1997,1998, 1999, 2001, 2002 y 2010; Copa de Brasil de 2000, 2003, 2004, 2006 y 2010; Recopa Sudamericana 2010; y la Copa Intercontinental 2002. Su último partido fue en la última jornada del Campeonato Brasileño de Fútbol de 2010, en el partido Fluminense x Guarani, partido válido para la 38ª ronda.

### Juegos Olímpicos de Sídney 2000
Simón, en los Juegos Olímpicos de 2000 en Sídney, silbó los siguientes partidos de fútbol:
- Australia 2 x 3 Nigeria (Grupo A, el 16 de septiembre de 2000 - Estadio de Fútbol de Sídney, Sídney);
- Estados Unidos 2 x 2 República Checa (Grupo C, 13 de septiembre de 2000 - Bruce Stadium, Canberra); y,
- Italia 0 x 1 España (cuartos de final, 23 de septiembre de 2000 - Estadio de Fútbol de Sídney, Sídney).

### Copa del Mundo
Participó en el Mundial 2002 arbitrando dos partidos, ambos de la primera fase: Inglaterra 1-1 Suecia y México 1-1 Italia. En el Mundial 2006 fue designado en Italia 2-0 Ghana, España 3-1 Túnez por la fase de grupos y Alemania 2-0 Suecia en octavos de final.
Seleccionado para participar en la Copa Mundial de la FIFA 2010, junto con asistentes y compatriotas Altemir Hausmann y Roberto Braatz, pitó solo dos partidos en Sudáfrica (Inglaterra X EE.UU. y Alemania X Ghana). Sin embargo, no figuraba en la lista final de árbitros que podrían ser elegidos para las semifinales y finales de la Copa del Mundo. La Copa del Mundo fue su último torneo oficial, ya que alcanzó el límite de edad de 45 años, que requiere su retiro.

### Copa América2007
Simon también participó en la  Copa América 2007- Venezuela.
Los tres partidos de esta 42ª edición del torneo principal entre selecciones nacionales organizado por la Confederación Sudamericana de Fútbol (CONMEBOL) arbitrado por Carlos Eugênio Simon fueron:
- Venezuela 0-0 Uruguay (Grupo A, 3 de julio - Estadio Metropolitano de Mérida,  Mérida), siendo asistido por el colombiano Juan Carlos Bedoya (1er Asistente), por el paraguayo Amelio Andino (segundo asistente) y el estadounidense Baldomero Toledo (cuarto árbitro);
- Argentina 4-2 Colombia (Grupo C, el 2 de julio - Estadio José "Pachencho" Romero, Maracaibo), asistido por el brasileño Ednilson Corona (1 ° Asistente), por el uruguayo Walter Rial (segundo asistente) y el uruguayo Jorge Larrionda (cuarto árbitro); y,
- Argentina 4-0 Perú (Cuartos de final, el 8 de julio - Estádio Metropolitano de Fútbol de Lara, Barquisimeto), asistido por el brasileño Ednilson Corona (1er asistente), por el boliviano Juan Carlos Arroyo (2º asistente) y el estadounidense Baldomero Toledo (4º árbitro).

### Destitución
Fue destituido por la CBF en 2007 cuando marcó un penalti para el Atlético-MG, que jugó ante el Botafogo en los cuartos de final de la Copa de Brasil. Simon fue eliminado nuevamente por CBF al final de la temporada 2009 del Campeonato Brasileño bajo el alegato de haber cometido una serie de errores arbitrarios durante el campeonato y, en particular, tener un Palmeiras gol contra el  Fluminense.
En vísperas de la Copa del Mundo de 2010, un informe de la prensa británica muestra la preocupación de Simon por liderar el partido de la Copa de Inglaterra contra Estados Unidos, dado o historial de equipos.

### Fox Sports y ESPN
En 2012 es contratado por la cadena FOX para ser comentarista deportivo en su nuevo canal Fox Sports Brasil, debutó en un partido de la Copa Libertadores entre Internacional y Once Caldas, el 25 de enero 2012.